# Selbu
Selbu là một đô thị hạt Trøndelag, Na Uy. Trung tâm hành chính của đô thị này là làng Mebond. Selbu được thành lập làm khu đô thị ngày 1 tháng Giêng 1838 (xem formannskapsdistrikt). Tydal đã được tách ra từ Selbu ngày 1 tháng 1 năm 1901.
Các mẫu Old Norse của tên được Selabú. Yếu tố đầu tiên là trường hợp thuộc cách của tên tuổi của Selbusjøen hồ (Old Norse: Seli). Yếu tố cuối cùng là bú có nghĩa là "quận". (Tên cũ của hồ là có thể bắt nguồn từ seli từ có nghĩa là "khai thác" từ hồ là dài và hẹp.)